# Brezna (gmina Priboj)
Brezna (cyr. Брезна) – wieś w Serbii, w okręgu zlatiborskim, w gminie Priboj. W 2011 roku liczyła 26 mieszkańców.